# Heteralonia pygmalion
Heteralonia pygmalion är en tvåvingeart som först beskrevs av Fabricius 1805.  Heteralonia pygmalion ingår i släktet Heteralonia och familjen svävflugor. Inga underarter finns listade i Catalogue of Life.